# Tuchów
Tuchów è un comune urbano-rurale polacco del distretto di Tarnów, nel voivodato della Piccola Polonia.
Ricopre una superficie di 100,14 km² e nel 2004 contava 17 608 abitanti.